# ダンカン (DD-485)
|          |                                                                               |
| 艦歴     |                                                                               |
| 発注     |                                                                               |
| 起工     | 1941年7月31日                                                                 |
| 進水     | 1942年2月20日                                                                 |
| 就役     | 1942年4月16日                                                                 |
| 退役     |                                                                               |
| その後   | 1942年10月12日に戦没                                                          |
| 除籍     |                                                                               |
| 性能諸元 |                                                                               |
| 排水量   | 1,630トン                                                                     |
| 全長     | 348 ft 3 in (106.1 m)                                                         |
| 全幅     | 36 ft 1 in (11.0 m)                                                           |
| 吃水     | 11 ft 10 in (3.6 m)                                                           |
| 機関     | 4缶、2軸推進、50,000 shp (37 MW)                                              |
| 最大速   | 37.4ノット (69 km/h)                                                          |
| 航続距離 | 12ノットで6,500カイリ (22 km/hで12,000 km)                                    |
| 乗員     | 士官16名、兵員260名                                                           |
| 兵装     | 5インチ砲5門、12.7mm機銃6基、20mm機銃6基、21インチ魚雷発射管10門、爆雷軌条2軌 |

ダンカン (USS Duncan, DD-485) は、アメリカ海軍の駆逐艦。グリーブス級駆逐艦の一隻。艦名はシャンプレイン湖の戦いで右腕を失ったサイラス・ダンカンに因む。その名を持つ艦としては2隻目。

## 艦歴
ダンカンは1941年7月31日にニュージャージー州カーニーのフェデラル・シップビルディング・アンド・ドライドック社で起工する。1942年2月20日にD・C・サイヤー夫人によって進水し、1942年4月16日に艦長E・B・テイラー少佐の指揮下就役する。
ダンカンは1942年6月20日にニューヨークを出航、南太平洋へ向かい9月14日にエスピリトゥサント島に到着、第17および第18任務部隊と合流、同日出航し第7海兵連隊を運ぶ船団の護衛を担当、同部隊はガダルカナル島への増援部隊であった。ダンカンは翌日空母ワスプ (USS Wasp, CV-7) の護衛を担当したが、任務部隊は日本の潜水艦2隻によって攻撃された。ワスプは伊-19の発射した魚雷6発のうち3発が命中し、大きく損傷、自沈処分されることとなった。ダンカンは僚艦と協力してワスプの乗員を救助、701名の士官と兵員を他の艦へ転送し、18名の負傷者と2名の遺体を9月16日にエスピリトゥサント島の基地の病院へ送り届けた。
ダンカンはエスピリトゥサント島からソロモン諸島へと作戦活動を継続し、船団護衛を担当した。1942年10月11日、第64任務部隊の護衛中に、ガダルカナル島への援軍を運ぶ重要な船団の護衛任務に配属される。艦隊が戦術の一部として航路変更を行おうとしていたちょうどそのとき、日本海軍の第六戦隊を主力とする艦隊と遭遇する(サボ島沖海戦)。ダンカンは明瞭なレーダー・コンタクトを得、敵艦隊の接近を視認した。日本軍の駆逐艦が攻撃のため接近していると考えられ、ダンカンは単艦で敵部隊に接近していることが確認された。
艦隊を脱落したダンカンは日本艦隊と味方の艦隊の間に突出した形となり、敵の巡洋艦に対して何発かの砲撃を行い、続いて駆逐艦に対して砲撃を行った。同時に敵の砲撃を回避するための行動を行った。ダンカンは重巡洋艦古鷹に対して魚雷2発を発射し、その後も砲撃を受けて行動不能になるまで敵への砲撃を続けた。ダンカンは敵と味方の両者から砲撃を受け、艦長は火災によって孤立した艦橋に放棄を命じ、負傷者を救命筏に乗せるよう命じた。残った乗員は艦をサボ島に向かうよう試みた。しかしながら火災は一層激しくなり、出力も低下したため、艦の放棄が決定された。マッカーラ (USS McCalla, DD-488) はサメの多数出没する海域からダンカンの乗員195名を救出し、ダンカンの維持を試みたが、ダンカンは1942年10月12日、サボ島北方約6マイルの海域で沈没した。
ダンカンは第二次世界大戦の戦功で1個の従軍星章を受章した。